# Bolesław Bendek

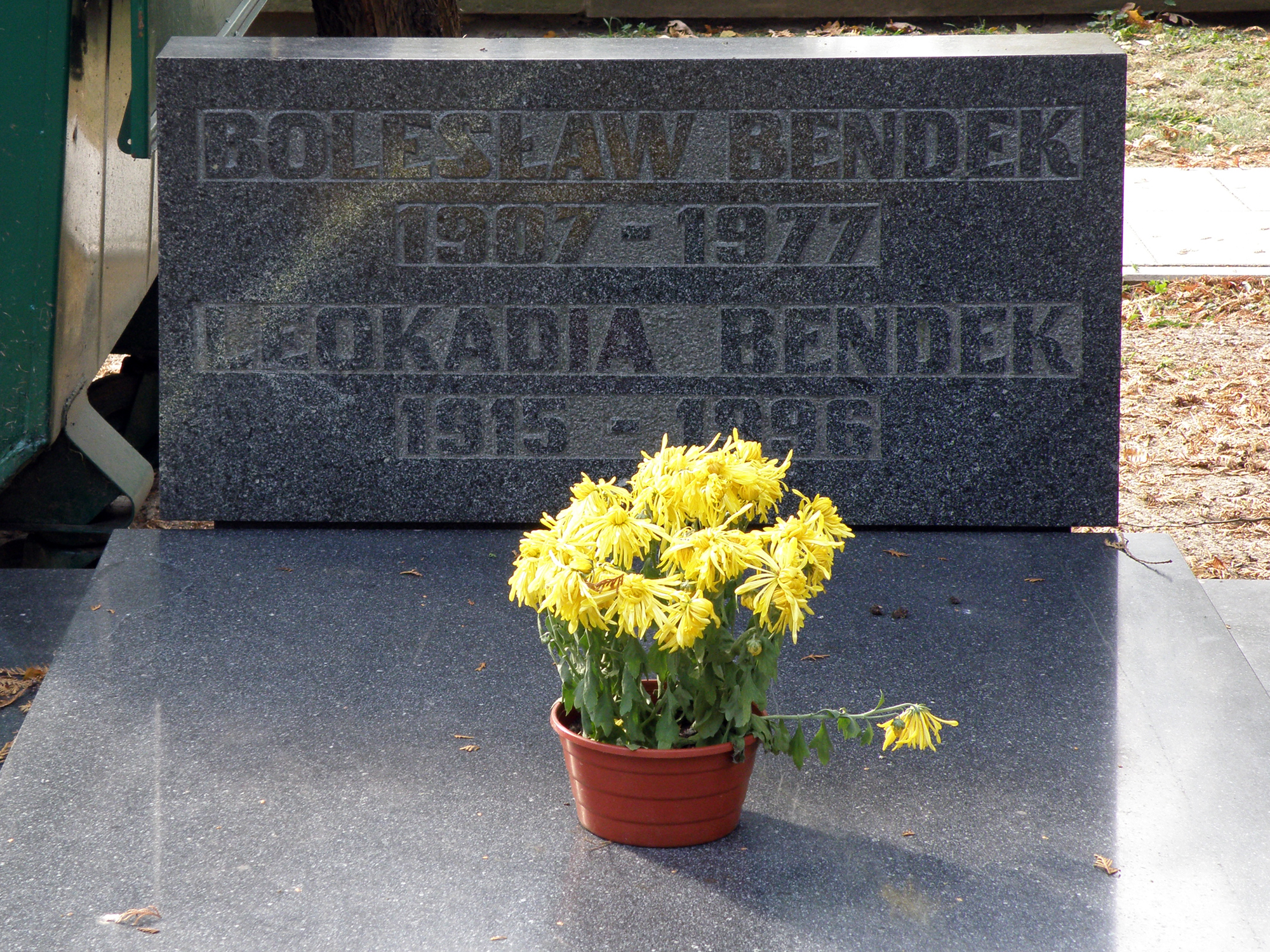
Grób Bolesława Bendka na cmentarzu Wojskowym na Powązkach

Bolesław Bendek (ur. 30 stycznia 1907 w Niwce, zm. 24 marca 1977) – polski działacz komunistyczny i partyjny, w latach 1950–1952 I sekretarz Komitetu Wojewódzkiego PZPR w Olsztynie, w latach 1952-1971 kierownik Wydziału Ogólnego Komitetu Centralnego PZPR, w latach 1971–1973 konsul generalny PRL w Bratysławie.

## Życiorys
Urodził się w Niwce, obecnie część Sosnowca, w rodzinie Stanisława. Pracował kolejno jako górnik w Kopalni „Halina” w Niwce (1922–1927), robotnik w Fabryce Maszyn (1927–1929) oraz urzędnik w Zarządzie Gminnym w Niwce (1929–1941). Od 1933 do 1939 był członkiem Polskiej Partii Socjalistycznej. W czasie wojny utrzymywał się z prac doraźnych, zajmował się działalnością nielegalną i ukrywał się.
W 1943 wstąpił do Polskiej Partii Robotniczej, od tego roku działał także w Armii Ludowej i Gwardii Ludowej. W 1948 przeszedł do Polskiej Zjednoczonej Partii Robotniczej. W 1945 pracował jako nauczyciel w technikum budowlanym w Bytomiu, później do 1948 był zastępcą kierownika Wydziału Organizacyjnego KW PPR w Katowicach. Od 1948 do 1949 pozostawał I sekretarzem Komitetu Miejskiego PZPR w Sosnowcu. W 1949 był członkiem Komitetu Wojewódzkiego w Katowicach. Od 27 kwietnia 1950 do 5 marca 1952 pełnił funkcję I sekretarza Komitetu Wojewódzkiego PZPR w Olsztynie. Następnie w latach 1952–1971 kierował Wydziałem Ogólnym Komitetu Centralnego partii, od 1954 był zastępcą członka KC PZPR. W latach 1971–1973 pozostawał konsulem generalnym PRL w Bratysławie.
Zmarł 24 marca 1977. Został pochowany z honorami 29 marca 1977 na cmentarzu Wojskowym na Powązkach (kwatera C4-tuje-1). W imieniu kierownictwa PZPR w pogrzebie udział wzięli m.in. sekretarze KC PZPR Edward Babiuch, Ryszard Frelek i Zdzisław Żandarowski.
Był mężem Leokadii z Sikorów (1915–1996).

## Ordery i odznaczenia
Otrzymał m.in. następujące odznaczenia
- Krzyż Komandorski z Gwiazdą Orderu Odrodzenia Polski (1964)[7]
- Order Sztandaru Pracy I klasy
- Order Sztandaru Pracy II klasy
- Srebrny Krzyż Zasługi (18 stycznia 1946)[8]
- Krzyż Partyzancki
- Medal Zwycięstwa i Wolności 1945